# John Deere 720
Le John Deere 720 est un tracteur agricole produit par la firme John Deere.
Il est fabriqué dans l'usine américaine du groupe à Waterloo dans l'Iowa entre 1956 et 1958.

## Historique
Le John Deere 720 s'inscrit dans la lignée des tracteurs de la marque équipés d'un moteur bicylindres horizontaux dont le premier représentant est le Modèle D apparu en 1923. Cette architecture de moteur perdure jusqu'en 1960, bien qu'elle soit technologiquement dépassée en raison, semble-t-il, de attachement du responsable du bureau de développement John Deere à ce type de moteur.
Le John Deere 720 est produit entre 1956 et 1958 à 22 925 exemplaires dans sa version Row-Crop et à 4 523 exemplaires dans sa version standard. Il est remplacé par le 730.

## Caractéristiques

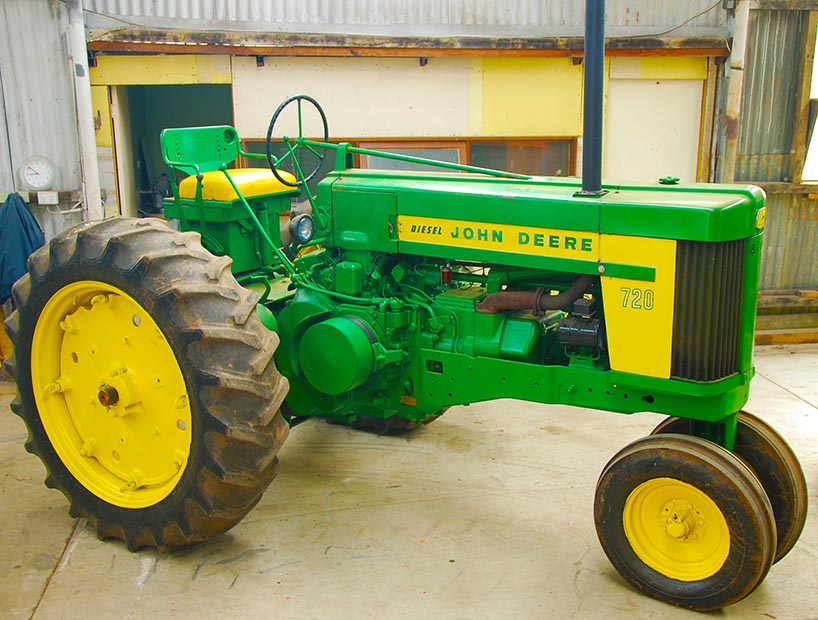
John Deere 720 « Row-Crop ».

Le John Deere 720 est équipé d'un moteur à deux cylindres (course 161,9 mm et alésage 155,57 mm) horizontaux à quatre temps, d'une cylindrée totale de 6 170 cm3, qui développe une puissance de 56,6 ch. Quatre options de carburant sont disponibles : essence, gazole, gaz de pétrole liquéfié et kérosène (sous l'appellation « tous carburants »). Le lancement du moteur principal s'opère grâce à un moteur à essence auxiliaire à quatre cylindres en V qui, pour sa part, est lancé par un petit démarreur électrique.
La transmission est assurée par une boîte de vitesses à six rapports avant non synchronisés et un rapport arrière. Il est équipé en série d'une prise de force arrière tournant à 540 tr/min et d'un relevage à deux points ; un relevage à trois points est disponible en option.
Le tracteur est disponible en modèle à écartement standard et « Row-Crop » à roues avant jumelées pour les cultures en ligne.
La conduite du 720 est très différente de celle d'un tracteur plus classique : l'embrayage est commandé manuellement par un levier à droite du volant et non par une pédale à gauche et deux pédales de frein, de part et d'autre du pont, agissent chacune sur une roue motrice sans possibilité de couplage. En outre, le changement de vitesse doit se faire à l'arrêt.